# 鉄仮面

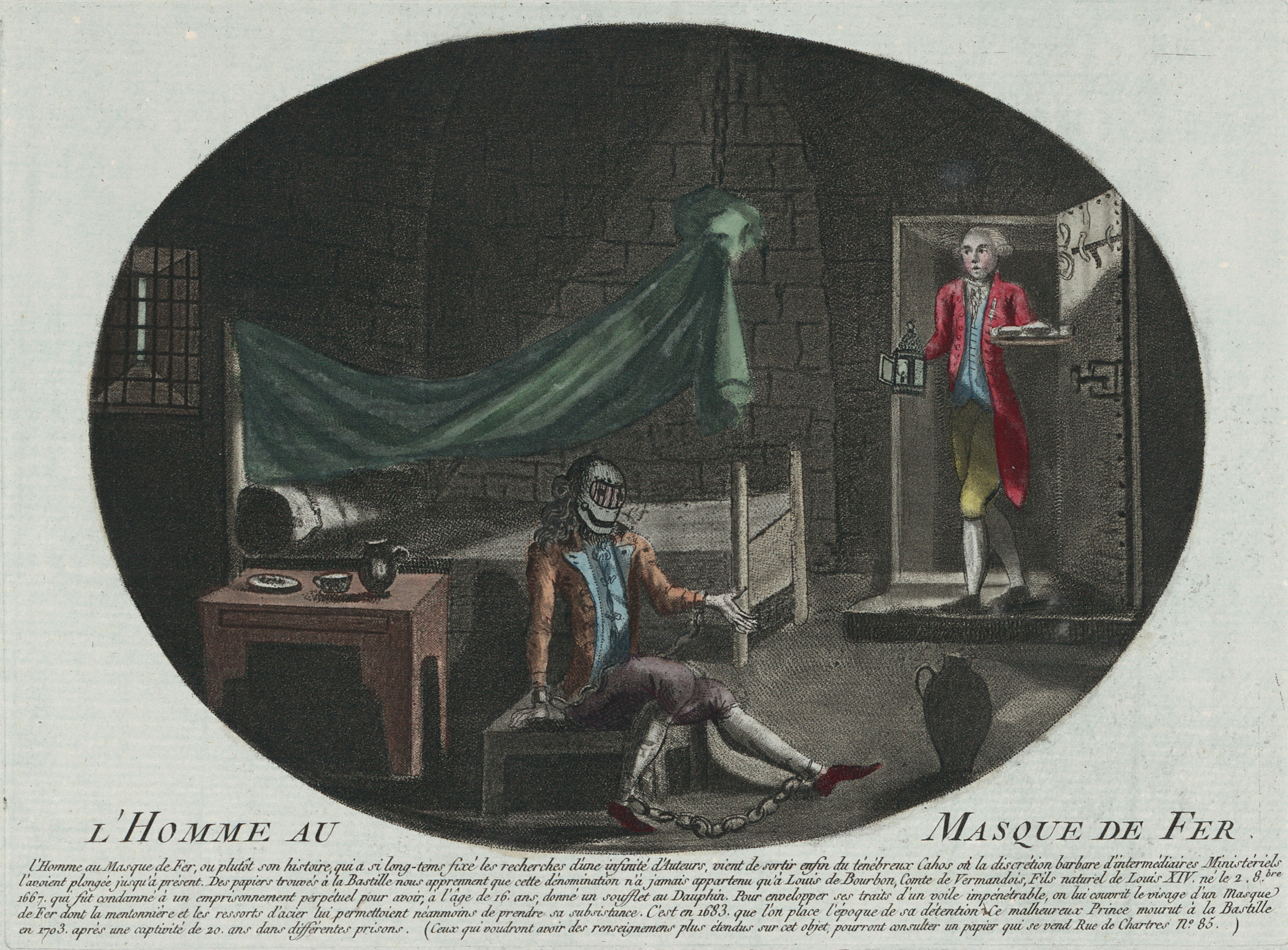

鉄仮面（てっかめん、仏: le masque de fer、英: the man in the iron mask、生年不詳 - 1703年11月19日）、または仮面の男（かめんのおとこ）は、フランス王国のバスティーユ牢獄に収監されていた、正体不明の囚人。その素性については諸説あり、鉄仮面をモチーフにした伝説や創作が後世に数多く流布した。

## 概要
その囚人は1669年に逮捕され、ルイ14世治下の陸軍大臣ルヴォワ侯爵から、ピネローロ監獄の監獄長サン・マルスに預けられた。厳重な監視下に置かれ黒ビロードの仮面で顔を隠し、監獄長サン・マルス自ら世話をしたという。以降、サン・マルスの転任と共に部下ごと仮面の囚人も移送され、サント＝マルグリット島を経て、1698年9月18日にバスティーユ牢獄ベルトディエ塔第三独房に収監された。
当時のバスティーユの国王代理官は、「その囚人は常に黒ビロード製の仮面で顔を覆っており、ロザルジュ副官とサン・マルス司令官がすべて身の回りの世話をし、直々に丁重な扱いを受けていた」と記録している。また後任の国王代理官は、サン・マルスが囚人を「殿下」と呼ぶのを聞き、王族ではないかと推察した。
仮面の囚人の牢は特別あつらえで厚い壁と特別製のオーク材の扉で作られ、囚人には年間4380リーブル(一般囚人は年25リーブル)、週900ポンドの金が使われていた。衣装や下着は上等な絹。監視と世話をするバスティーユ司令官サン・マルスには4万リーブルの年俸が支払われていた。
仮面の囚人は、世間一般では鉄製の仮面を常に着用しているというイメージが広く定着しているが、鉄仮面説はヴォルテールから始まっており、実際には黒ビロードの仮面だったとされ、それも着用するのは人と会う時だけで、普段はつけていなかった。しかし「もし人前で仮面を取ろうとするか、自分の経歴を語り始めたら、その場で殺害せよ」との指示が出されていたので、サン・マルスは常に装填済みのピストルを携行して鉄仮面と会っていた。そのため、牢獄で世話をしていた者も彼の素顔を知らなかったという。
仮面の囚人は1703年11月19日10時に死亡。死因は不明。11月20日サン・ポール教会墓地に「マルキオリ」という偽名で葬られ、使っていた衣類、毛布、マットレス、テーブル、椅子は燃やされ、その灰は便所に投棄された。独房の壁は削り落としてから塗り替えられ、床もすべて剥がして新たに作り替えられ、扉と窓は外して燃やされたという。

## 正体
当時の噂では、フランス軍元帥、オリバー・クロムウェル、フランソワ・ド・ヴァンドーム（アンリ4世の庶子ヴァンドーム公セザールの子でフロンドの乱の指導者の一人）等が挙げられており、その後も様々な推測や憶測がなされた。主な推測だけでも以下のようなものがある。
1. ルイ14世の義妹オルレアン公爵夫人エリザベート・シャルロットは、ウィリアム3世暗殺未遂（フェンウィック）事件（1696年）に関わったイギリス貴族（ジャコバイト）だと主張した。
2. ヴォルテールは、宰相ジュール・マザランとルイ13世妃アンヌ・ドートリッシュの息子で、ルイ14世の庶兄であるとした[1]。
3. 1801年にナポレオンの支持者に広まった説では、囚人はルイ14世本人で、マザランによって扱いやすい替え玉と取り替えられたという。この話には、囚人が獄中で子供を作り、その子が後にコルシカ島へ行き、ナポレオンの先祖になるという尾ひれも付いている。
4. アーサー・バーンズ（Arthur Barnes）の『仮面の男』（The Man of the Mask, 1908年）[2]によれば、チャールズ2世の庶子ジェームス・ド・ラ・クローシュ（James de la Cloche）であるという。この人物はフランスとの連絡役を務めていたが、イギリスとの関係の露呈を恐れたルイ14世によって監禁されたという。
5. マルセル・パニョル（Marcel Pagnol）の『鉄仮面の秘密』[3]（Le Secret du masque de fer, 1965年）は、アーサー・バーンズ説とは異なり、実はジェームズ・ド・ラ・クローシュはルイ14世の双子の兄弟で、この男を鉄仮面の正体としている。
6. ハリー・トンプソン（Harry Thompson（英語版）, 1960 - 2005）の『鉄仮面―歴史に封印された男』[4]（The Man in the Iron Mask: A Historical Detective Investigation, 1987年）によれば、仮面の男の正体はルイ14世の異母兄ユスターシュ・ドージェ（Eustache Dauger）であるという。これは現在主流とされている説である。※19世紀には、ドージェと一緒にピネロール監獄やサント＝マルグリット監獄に収容されていたイタリア人公使 Ercole Antonio Mattioliが鉄仮面とする説が主流だったが、監獄長サン＝マルスの手紙には彼がバスティーユには入っていないとされていることから、この説は現在否定されている。
7. 同様に、桐生操は著書『皇女アナスタシアは生きていたか』（新人物往来社 1991年4月）において、史料より鉄仮面をリシュリュー枢機卿の私兵団「護衛隊」の隊長であったフランソワ・ドゥ・ドージェ・カヴォワの三男であり、放蕩の限りを尽くした末悪魔崇拝の容疑により逮捕されたユスターシュ・ドージェと断定、さらにピネローロで彼と接触しその素顔を知ったニコラ・フーケへの処置やルイ14世から鉄仮面の正体を聞いた際のルイ15世の言葉から、フランソワ・カヴォワこそがルイ14世の実父であるという結論に達している。
8. 軍歴史学者ルイ・ジェンドロン（Louis Gendron）が、1890年にある暗号化された一連の手紙をフランス軍暗号局のエティエンヌ・バゼリーズに解読させたところ、ルイ14世の暗号係ロシノールにより作成された暗号文であることが判明し、その内の1つには、逮捕されたヴィヴィアン・ド・ビュロンド（Vivien de Bulonde）将軍とその罪に関する事柄が記されていた。それによると、ルイ14世は、オーストリアで軍需物資、傷病兵を置き去りにして退却した罪で将軍をピネローロ要塞に収監することを命令し、彼を「個室に監禁し、昼間は**（暗号未解読部分）の条件のもとで胸壁を歩くことを許す」と指示していた。この「暗号未解読部分」を「仮面」と解釈することで、ビュロンド将軍＝鉄仮面説が流布されたが、年代等の矛盾により現在ではほとんど支持されていない。
9. デュマは、研究者ドラ・キュピエールと大修道院長スラヴィの著作から、ルイ14世の双子の兄弟だという説に基づき、『ダルタニャン物語』第三部『ブラジュロンヌ子爵』を書いた。
10. 何人かの歴史家[誰?]は囚人がイタリアの外交官エルコレ・アントニオ・マッティオーリ（英語版）であると結論づけた。マッティオーリはイタリアにあった城の売買に関して、購入者であるルイ14世を裏切ったことから投獄されたとされる[要出典]。

## 鉄仮面を扱った作品
囚人が被っていた布製の仮面は鉄仮面になることが多く、謎の囚人の正体をめぐる推理は、様々な文学作品、映画に取り上げられている。さらに本来の伝説からかけ離れて「鉄仮面の囚人」だけが一人歩きした三次派生とも言うべき作品も多く作られた。
- 『鉄仮面』- 黒岩涙香による翻案小説で、1892年（明治25年）12月25日から1893年（明治26年）6月22日まで「萬朝報」に連載された。原作はフォルチュネ・デュ・ボアゴベイ著“Les deux merles de m. de Saint-Mars ”（サン＝マルス氏の二羽の鶇（つぐみ））、
海外ではほとんど忘れられた小説作品だが、日本ではこの涙香版が何度も単行本化された、更に江戸川乱歩が涙香版を小中学生向けにリライトした講談社版（1938年）も版を重ね、戦前戦後を通じて愛読された。その他、雑誌に掲載されたダイジェスト版や映画、漫画、紙芝居、ラジオドラマで、日本中に「鉄仮面」の名を知らしめた。近代デジタルライブラリーにて本文を閲覧可能。また、涙香版を小中学生向けにリライトした作品の一つ、カバヤ児童文庫「謎の鉄仮面」（1953年 著者不明）は岡山県立図書館のサイトで閲覧可能。（岡山県立図書館所蔵）カバヤ児童文庫
  - ボアゴベの新訳版『鉄仮面』（長島良三訳、講談社、1984年、講談社文芸文庫 上下、2002年）
- 『真説鉄仮面』（「オール読物」1954年1月-10月号）- 久生十蘭による翻案小説。鉄仮面の正体はルイ14世の出生に深く関わる。上記のどの説でもないオリジナル。
- 『奇岩城』（1908 - 1909年）- モーリス・ルブランの代表作の一つ。『奇岩城の秘密』という危険文書を書いたことを咎められ、鉄仮面が投獄されたとされている。
- 『ブルボンの封印』 - 藤本ひとみの歴史小説。森川久美の漫画版有。ルイ14世には双子の兄弟がいたという設定になっている。
- 『二人のガスコン』 - 佐藤賢一の歴史小説。デュマの『三銃士』と『二十年後』の間の物語で、ダルタニャンとシラノ・ド・ベルジュラックが鉄仮面の正体をめぐる冒険をする。

### アレキサンドル・デュマの鉄仮面
- 『鉄仮面』- 「ダルタニャン物語」第3部『ブラジュロンヌ子爵』の終盤に登場。ルイ14世は双子だったという設定で、バスティーユ牢獄に幽閉されていた双子の弟と国王の入れ替えが行われる。鉄仮面の正体を題材にした小説としては、おそらく最もメジャー。
- 映画『鉄仮面』- (1977年)アメリカ。監督：マイク・ニューハウエル/ 出演：リチャード・チェンバレン。結末が原作とは異なる。
- 『アニメ三銃士』テレビ放送-  (1987年10月9日〜1989年2月17日)NHK総合・衛星第2。 後半が「鉄仮面編」と呼ばれる。鉄仮面は複数居り、1.ルイ13世の双子の弟を裏から操る盗賊、2.ルイ13世の双子の弟フィリップ、3.双子の弟と入れ替えられ牢に投獄されたルイ13世、である。SP版ではルイ13世の双子の弟が鉄仮面。
- 映画『仮面の男』（1998年）アメリカ。監督:ランダル・ウォレス/出演:レオナルド・ディカプリオ。結末が原作とは異なる。
- 映画『仮面の男』- (1998年)アメリカ。製作総指揮： ジェリー・シェルツァー／マーク・テリー。出演：エドワード・アルバート。結末が原作とは異なる。

### イメージを踏襲した作品
- 『二十世紀鉄仮面』、小栗虫太郎著
- 『スケバン刑事』 - 準主役の神恭一郎が地下に2年半囚われた際、視覚・聴覚を遮断するマスクを被せられた。
  - 『スケバン刑事II 少女鉄仮面伝説』 - 主人公は幼少期に鉄仮面を着用して育てられた。上記の原作設定を参考にしたもの。
- 『天正鉄仮面』 - 清水義範の短編小説。織豊政権の時代を舞台に、石川五右衛門が大坂城に幽閉されているという「鉄仮面の囚人」の正体を暴くべく暗躍する。
- 『鉄面探偵ゲン』 - 石ノ森章太郎の漫画作品。凶悪犯罪者を追う事件で、二度と外せない鉄仮面を着せられた刑事・十文字ゲンは復讐のため犯人を追い、また探偵として様々な事件を解決する。
- 『機動戦士ガンダムF91』 - スペースコロニーの住民および地球人類の粛清を企む男・カロッゾ・ロナと、偶然にガンダムF91のパイロットとなった少年・シーブック・アノーと仲間たちの戦いを描く。カロッゾは鉄仮面を被って素顔を隠しており、その姿通り「鉄仮面」と呼ばれることもある。
- 『LIFE!〜人生に捧げるコント〜』 - コントの1コーナー「テツオの数奇な運命」において、ある事情で鉄仮面を被らされた青年「テツオ」が巻き起こすコメディー。
- 『C3 -シーキューブ-』 - 水瀬葉月のライトノベル。登場人物の一人が、鉄仮面の来歴を持つ呪われた仮面「バスティーユの彼」を使用している。
- 『宇宙の騎士テッカマン』 - タツノコプロ制作のテレビアニメ。主人公・南城二が変身する「テッカマン」は中世の鉄仮面がモチーフである。